# Sîngerei
Sîngerei, tidigare Lazovsk, är en distriktshuvudort i Moldavien. Den ligger i distriktet Sîngerei, i den centrala delen av landet, norr om floden Ciulucul Mare. Sîngerei ligger 90 meter över havet och antalet invånare är 14 600.
Terrängen runt Sîngerei är huvudsakligen platt. Sîngerei ligger nere i en dal. Trakten runt Sîngerei består till största delen av jordbruksmark.